# 憲法一中
憲法一中，為中華民國方面對於「一個中國」的一種政治論述，用來定義海峽兩岸關係。所謂的憲法一中是指，依據《中華民國憲法》，只有一個中國，中華民國擁有中國主權，領土及於全中國（依固有疆域），但是目前的統治範圍只及於自由地區（即台澎金马），不包括法理疆域的大陸地區，即一國兩區。前中華民國總統馬英九主張兩岸是兩個政治實體，同屬一個中國，雙方之間不是國際關係，不是國與國的關係。這個關係是由中華民國憲法與法律規定。中華人民共和國認為這種理論企圖建立兩個中國，將這歸類為台獨之中。
這個論述只存在台灣內部，未曾經過民主程序討論，由馬英九在台灣內部的公開場合多次談論。在國共兩黨會談或是兩岸協商之中，也都不曾提出這個說法。主要是因為中華人民共和國政府採取「一個中國」原則，不承認《中華民國憲法》及中華民國擁有中國主權的主張；相同地，中華民國政府也不承認《中華人民共和國憲法》及其主權主張。在這個架構下，排除兩個中國、一中一台、甚至是台獨，以避免中共的不滿。這種情況下，導致兩岸只有一個中國，就是中華民國或中華人民共和國，不能同時存在，又互相否定對方。
民進黨前主席謝長廷也曾於2000年提出同名主張，並作為其2007－2008年競選總統時之兩岸論述基調，但為與稍後馬英九提出的論述相區隔，後改稱憲法各表。兩者最大的差異在於：謝長廷的主張仍然屬於兩國論，主張台灣與中國是兩個國家；但馬英九提出的主張，認為兩岸不是國際關係，不是國與國的關係。

## 歷史

### 陳水扁執政時期
謝長廷於2000年3月22日首次提出「中華民國憲法也是一種一中」的說法。此項建議被簡稱為「憲法一中」。
2000年7月20日，柴松林、許文彬、施振榮、郭衣洞（柏楊）等十四位總統府國策顧問聯名向陳水扁提出「國是建言書」，表示：台灣海峽兩岸關係僵局的關鍵在於兩岸政府對於「一個中國」認知的歧見，建請陳總統宣示認同「《中華民國憲法》架構下的一個中國」原則，以開啟兩岸接觸對話、平等協商的契機。陳水扁總統之後宣示認同以「中華民國憲法架構下的一個中國」原則，來開啟兩岸接觸對話、平等協商的契機。但沒有得到中共的回應，當時在野黨領導者，如馬英九等人也表示反對。
謝長廷在2007年擔任民進黨總統提名選舉候選人時，再次提出這個主張，但沒有成為民進黨內共識。稍後馬英九提出同名主張，為表示區隔，謝長廷將自己的主張改為憲法各表。

### 馬英九執政時期
2008年3月28日，馬英九接受《自由時報》專訪，說：「中華民國的有效統治區域是台澎金馬，但根據憲法固有疆域還包括中國大陸，這就是憲法一中。」。這相當於台灣的一個中國原則，強調中華民國在台灣有統治權，擁有中國大陆主權，但是可以在不排除中華人民共和國對中國的主權的前提下，與中國大陸談判。在兩岸領導人會面時，馬英九也向中共中央總書記習近平提出過這個說法。馬英九提出的主張，認為台灣與中國大陸，不是兩個國家；他將主權與治權分開，認為中國大陸與台灣是兩個對等政治實體，各自擁有治權，而避免討論主權問題。
2016年2月25日，中華人民共和國外交部部長王毅表示，希望總統當選人蔡英文遵守「他們自己的憲法」承認一個中國。